# Ráfales
Ráfales – gmina w Hiszpanii, w prowincji Teruel, w Aragonii, o powierzchni 35,61 km². W 2011 roku gmina liczyła 159 mieszkańców.